# Sveti Gorazd
Sveti Gorazd je krščanski svetnik, eden od sedmerice modrih. Bil je Slovan, kar priča njegovo ime.
Bil je učenec svetega Metoda, ki ga je pred smrtjo na Moravskem leta 885 določil za svojega naslednika kot velikomoravskega nadškofa. Metodovo žitje o tem pravi: 
 »Pokazal jim je enega svojih zvestih učencev po imenu Gorazd rekoč: »Ta je vaše dežele svoboden mož, pa dobro poučen v latinskih knjigah, pravoveren. To bodi vaša volja in vaša ljubezen, kakor tudi moja.«
Papež Štefan VI. Gorazda ni priznal za nadškofa, ter ga je skupaj z ostalimi Metodovimi učenci izgnal.
Zgodovinar Jožko Šavli je svetega Gorazda uvrstil v seznam Karantanskih svetnikov (glej Seznam slovenskih svetnikov).
Sveti Gorazda je upodobljen na freski »Sedem modrih« okoli 1799 iz samostana svetega Nauma pri Ohridu v Makedoniji.